# БАЗИС-12
БАЗИС-12 — это компактный промышленный контроллер, предназначенный для логической обработки сигналов от различных типов датчиков; выдачи сигналов пуска или автоматического останова (блокировки); реализации ПИ-/ПИД-регулирования; предупреждения оператора световыми и звуковыми сигналами о нарушениях.
Контроллер соответствует требованиям «Общих правил взрывобезопасности для взрывопожароопасных химических, нефтехимических и нефтеперерабатывающих производств» и пригоден для использования в системах противоаварийной автоматической защиты (ПАЗ) компрессоров, насосов и другого технологического оборудования в различных областях промышленности.
Данный контроллер входит в группу базовых контроллеров серии БАЗИС.

## Сертификаты и разрешения
Разрешение ФС по экологическому, технологическому и атомному надзору № РРС 00-39281

Сертификат соответствия требованиям ГОСТ 12.2.007.0—2001, ГОСТ Р 51330.0—99 и ГОСТ Р 51330.10—99.

Сертификат соответствия требованиям ГОСТ Р 51522—99

## Исполнения
Контроллер имеет несколько конструктивных исполнений: 
- ПАЗ — БАЗИС-12.ЗР;
- ПАЗ + Сигнализация — БАЗИС-12.ЗРС;
- Регулятор двухконтурный — БАЗИС-12.РР;
- Регулирование + ПАЗ + Сигнализация — БАЗИС-12.УРС;
- Регулятор одноконтурный — БАЗИС-12.Р;
- Универсальное — БАЗИС-12.

## Функциональные возможности
Исполнения контроллера БАЗИС-12 имеют следующие общие функциональные возможности:
- прием сигналов от датчиков различных типов;
- анализ состояния входных каналов;
- реализация звуковой и световой сигнализации;
- реализация трендов;
- реализация архива событий;
- реализация произвольной логики работы выходных каналов;
- управление исполнительными механизмами и средствами сигнализации;
- самодиагностика с индикацией текущего состояния;
- наращивание количества входных/выходных каналов и средств сигнализации;
- поддержка MODBUS RTU и технологии ОРС.

Отличительные функциональные возможности приведены в следующей таблице.
| Наименование функции                               | Исполнение контроллера БАЗИС-12 | Исполнение контроллера БАЗИС-12 | Исполнение контроллера БАЗИС-12 | Исполнение контроллера БАЗИС-12 | Исполнение контроллера БАЗИС-12 | Исполнение контроллера БАЗИС-12 |
| Наименование функции                               | с приоритетом на ПАЗ            | с приоритетом на ПАЗ            | комбинированное                 | комбинированное                 | с приоритетом на регулирование  | с приоритетом на регулирование  |
| Наименование функции                               | Б-12.ЗР                         | Б-12.ЗРС                        | Б-12 (исп. Унив.)               | Б-12.УРС                        | Б-12.РР                         | Б-12.Р                          |
| -------------------------------------------------- | ------------------------------- | ------------------------------- | ------------------------------- | ------------------------------- | ------------------------------- | ------------------------------- |
| Реализация расчетных (математических) каналов      | +                               | +                               | –                               | +                               | +                               | +                               |
| Реализация блокировок                              | +                               | +                               | +                               | +                               | +                               | –                               |
| Реализация разрешения пуска                        | +                               | +                               | +                               | –                               | –                               | –                               |
| Циклическое управление                             | +                               | +                               | –                               | +                               | +                               | –                               |
| Произвольно формируемые экраны сигнализации        | +                               | +                               | –                               | –                               | –                               | –                               |
| ПИ-, ПИД-регулирование                             | –                               | –                               | +                               | +                               | +                               | +                               |
| Управление аналоговыми исполнительными механизмами | –                               | –                               | +                               | +                               | +                               | +                               |

## Технические характеристики
Технические характеристики контроллера БАЗИС-12 в различных исполнениях приведены в следующей таблице.
| Наименование функции                                  | Исполнение контроллера БАЗИС-12 | Исполнение контроллера БАЗИС-12 | Исполнение контроллера БАЗИС-12 | Исполнение контроллера БАЗИС-12 | Исполнение контроллера БАЗИС-12 | Исполнение контроллера БАЗИС-12 |
| Наименование функции                                  | с приоритетом на ПАЗ            | с приоритетом на ПАЗ            | комбинированное                 | комбинированное                 | с приоритетом на регулирование  | с приоритетом на регулирование  |
| Наименование функции                                  | Б-12.ЗР                         | Б-12.ЗРС                        | Б-12 (исп. Унив.)               | Б-12.УРС                        | Б-12.РР                         | Б-12.Р                          |
| ----------------------------------------------------- | ------------------------------- | ------------------------------- | ------------------------------- | ------------------------------- | ------------------------------- | ------------------------------- |
| Макс. кол-во собственных входных каналов              | 12                              | 24                              | 12                              | 24                              | 12                              | 3                               |
| Макс. кол-во входных каналов по шине расширения       | 24                              | 24                              | 12                              | 12                              | 12                              | 1                               |
| Макс. кол-во собственных выходных каналов             | 8                               | 10                              | 4                               | 12                              | 10                              | 9                               |
| Макс. кол-во выходных каналов по шине расширения      | 10                              | —                               | 20                              | 1                               | 11                              | 1                               |
| Макс. кол-во расчетных каналов                        | 6                               | 6                               | 6                               | 6                               | 6                               | 6                               |
| Макс. кол-во трендов                                  | 16                              | 16                              | 16                              | 16                              | 16                              | 6                               |
| Макс. объем памяти трендов, млн точек                 | 6                               | 6                               | 6                               | 6                               | 6                               | 6                               |
| Макс. кол-во простых/каскадных контуров регулирования | —                               | —                               | 2/2                             | 4/2                             | 4/2                             | 1/1                             |
| Макс. кол-во событий в архиве                         | 1000                            | 1000                            | 1000                            | 1000                            | 1000                            | 1000                            |
| Макс. кол-во интерфейсных групп сигнализации          | 7                               | 7                               | —                               | 7                               | —                               | —                               |
| Кол-во интерфейсов RS-485                             | 2                               | 2                               | 2                               | 2                               | 2                               | 2                               |
| Кол-во специальных светодиодных элементов 20х10 мм    | —                               | 8                               | —                               | 8                               | —                               | —                               |
| Кол-во специальных пользовательских кнопок            | —                               | 4                               | —                               | 4                               | —                               | —                               |
| Вид монтажа                                           | шкаф/щит                        | щит                             | щит                             | щит                             | щит                             | щит                             |

## Статьи
- «Реализация автоматического регулирования на искробезопасных контроллерах серии БАЗИС» (журнал «Автоматизация в промышленности»№ 10 за 2010 г.)
- «Модернизация устаревших производств с использованием контроллеров серии БАЗИС» (журнал «Промышленные АСУ и контроллеры»№ 9 за 2010 г.)
- «Системы локального управления на контроллерах серии БАЗИС» (журнал «Автоматизация и IT в энергетике»№ 4 за 2010 г.)
- «Регулирующие контроллеры серии БАЗИС» (журнал «Промышленные АСУ и контроллеры»№ 3 за 2010 г.)
- «Семейство малоканальных контроллеров БАЗИС-12» (журнал «Промышленные АСУ и контроллеры»№ 3 за 2009 г.)